# Муаммар ибн Аббад
Абу́-ль-Мута́мир Муа́ммар ибн Абба́д ас-Сулами́ (араб. أبو المعتمر معمر بن عباد السلمي‎; ум. 830) — учёный-схоласт, глава «сторонников идей» (асхаб аль-маани), один из ведущих мутазилитских богословов из Басры. Жил во время правления Харуна ар-Рашида.

## Биография
Родился в Басре, где проживали его соплеменники-сулаймиты. Согласно сообщению Ибн Хазма, Он был вольноотпущенником (мауля) сулаймитов и, возможно, зарабатывал себе на жизнь работая аптекарем (аттар). Видимо из-за его учения о вечном маани, его обвинили в распространении мутазилитских взглядов, в результате чего ему пришлось бежать в Багдад. Там он скрывался в доме Ибрахима ибн ас-Синди, сын начальника полиции ас-Синди ибн Шахика. В Багдаде Муаммар слыл искусным полемистом. Ибн аль-Муртада сообщал, что Харун ар-Рашид, который запрещал вести теологические диспуты и сажавший за это богословов, всё же был вынужден послать Муаммара к правителю Синда для ведения диспута.
Муаммар ибн Аббад основал в Багдаде свою школу — муаммарийя. Его учениками были Бишр ибн аль-Мутамир, Хишам аль-Фувати, аль-Мадаини и другие известные впоследствии богословы. Известен его диспут с ан-Наззамом.

## Взгляды
Муаммар больше остальных кадаритов говорил об отрицании божественных атрибутов (сифат) и предопределения добра и зла исходящего от Аллаха. Несогласных с ним он обвинял в заблуждении и неверии.
От остальных мутазилитов муаммариты отличались следующими особенностями:
- Согласно учению Муаммара, Аллах сотворил только тела, а проявления этих тел являются результатом творения самих тел;
- Муаммар считал, что Слово Аллаха является либо телом, либо проявлением Аллаха;
- Муаммар говорил: «Проявления бесконечны в каждом виде, каждое проявление существует в субстрате, но существует в нём лишь благодаря идее, которая сделала необходимым существование, что и ведет к непрерывности». Из-за этого он и его последователи были названы «сторонниками идей».
- Согласно учению Муаммара, человек не располагает никаким действием, кроме желания, будь то непосредственное действие или порождение.
- Муаммар считал, что «действие души — это только желание, душа — это человек, следовательно, действие человека — это желание. Все, что кроме этого, как то: движение, покой, физические силы — относится к действию тела»[5].

Философские взгляды Муаммара рассмотрены в работе Д. Эберхардт (Eberhardt. Philosophie) на основании многочисленных цитат из «Макалат» аль-Ашари. Материалы об учении Муаммара содержатся также у аль-Хайята[кто?] и Ибн Тахир аль-Багдади, который обвинял его в неверии прежде всего за то, что он не признавал участие Аллаха в сотворении свойств тел.
В своей теории имамата, Муаммар следует нейтральной позиции своих современников Дирара ибн Амра и Абуль-Хузайла аль-Аллафа, которая вероятно восходит к Василу ибн Ата. Муаммар воздерживается от всякого суждения по вопросу того, какая из сторон участвовавших в Верблюжьей битве была права; в то же время он следует проалидской тенденции Аббасидов.

## Труды
Согласно «Фихристу» Ибн ан-Надима, он написал четыре философских трактата: «Китаб аль-маани», «Китаб аль-истита’а», «Китаб аль-джуз аллязи ля йатаджазза», «аль-Кавль би-ль-арад ва-ль-джавахир», а также трактаты в области естественных наук: «Китаб иллат аль-карастун ва-ль-мират», «Китаб аль-ляйль ва-н-нахар ва-ль-амваль». Был сторонником математического атомизма, считал наименьшим телом элементарный куб, состоящий из 8 атомов.